# Risperidon
Risperidon ist ein Arzneistoff aus der Gruppe der Neuroleptika, die in der Psychiatrie primär zur Behandlung der Schizophrenie verwendet werden. Risperidon wird häufig als atypisches Neuroleptikum bezeichnet, da die Nebenwirkungen auf das extrapyramidalmotorische System geringer sein sollen als bei klassischen Neuroleptika der ersten Generation. Es gibt Studien, deren Ergebnisse dies zu belegen scheinen, aber auch Studien, aus denen das nicht hervorgeht. Seit 2013 steht es auf der Liste der unentbehrlichen Arzneimittel der WHO.

## Potenz
Die neuroleptische Potenz von Risperidon wird mit etwa dem 50-fachen derjenigen des Chlorpromazins angegeben. Der Wirkstoff zählt demnach zu den hochpotenten Neuroleptika, vergleichbar mit Flupentixol, Fluspirilen oder Olanzapin.

## Chemische Struktur
Risperidon ist ein Benzisoxazol-Derivat und strukturverwandt mit Ziprasidon, im weiteren Sinne auch mit Aripiprazol.

## Pharmakodynamik
Die vermutlich wesentlich für die antipsychotische Wirkung von Risperidon verantwortliche D2-Affinität beträgt ca. 1/3 derjenigen von Haloperidol. Der 5-HT2-Antagonismus ist bei Risperidon 20-fach stärker ausgeprägt als die Wirkung auf Dopamin-Rezeptoren, was Konsequenzen für die psychotische Negativsymptomatik aber auch für die Nebenwirkungen bei Kombinationstherapie hat. Zusätzlich wirkt Risperidon als Antagonist an Adrenozeptoren (bewirkt eine Blutdrucksenkung) und Histamin-H1-Rezeptoren (Mundtrockenheit, Müdigkeit). Wie Metitepin deaktivieren Risperidon und der 9-OH-Metabolit Paliperidon pseudoirreversibel-bindend den 5-HT7-Rezeptor, ohne dass Internalisierung beobachtet wird. Dies könnte zerebrovaskuläre Nebenwirkungen erklären.
In einer Studie konnte Risperidon bei Ratten einen amphetamininduzierten Antagonismus an Dopaminrezeptoren positiv beeinflussen, ohne dabei signifikante EPMS-Symptome zu triggern.

## Pharmakokinetik
Risperidon weist eine Halbwertszeit von 2–4 Stunden auf. Die Halbwertszeit für den aktiven Metaboliten 9-Hydroxy-Risperidon beträgt 17–23 Stunden.

## Unerwünschte Wirkungen
Risperidon führt seltener zu Störungen des extrapyramidalmotorischen Systems (EPMS) als die „klassischen“ Substanzen (Butyrophenone oder Phenothiazine). Allerdings ist die EPMS-auslösende Wirkung nicht Null, sondern soll z. B. der von Flupentixol vergleichbar sein. Risperidon besitzt noch andere Störeffekte, die der Compliance abträglich sein können, etwa Gewichtszunahme oder Erhöhung des Serum-Prolaktinspiegels. Es wirkt insgesamt kaum sedierend. Gelegentlich können Amenorrhoe, erektile Dysfunktion, Ejakulationsstörungen, Gynäkomastie oder Menstruationsstörungen auftreten.
Die Kombinationstherapie von Risperidon mit anderen Psychopharmaka (s. u.) erhöht tendenziell die Inzidenz und das Ausmaß unerwünschter Wirkungen. Besonders riskant ist die Kombination mit Diuretika wie Furosemid bei alten Patienten.
Im September 2013 wies der Hersteller des Original-Präparates (Janssen-Cilag, Risperdal) in einem Rote-Hand-Brief auf das Risiko eines intraoperativen Floppy-Iris-Syndroms (IFIS) in Verbindung mit einer Behandlung mit Risperidon oder Paliperidon bei Patienten, die sich einer Kataraktoperation (grauer Star) unterziehen, hin.

## Indikationen
Risperidon ist zugelassen zur Therapie schwerer und chronischer schizophreniformer und schizoaffektiver Störungen, zur Behandlung manischer Phasen sowie zur Kurzzeitbehandlung (bis zu sechs Wochen) von langanhaltender Aggression bei zwei Zielgruppen: erstens bei selbst- und fremdgefährdenden Personen mit Alzheimer-Demenz nach Ausschöpfung anderer Therapiemöglichkeiten und zweitens bei geistig behinderten Kindern ab mindestens fünf Jahren und Jugendlichen mit Verhaltensstörung.
Es besitzt keine nachgewiesene phasenprophylaktische Wirkung. Es wird außerdem bei Zwangserkrankungen und schweren Persönlichkeitsstörungen eingesetzt. Bei der posttraumatischen Belastungsstörung kann Risperidon möglicherweise Intrusionen und Reizbarkeit reduzieren.
Ferner liegen Hinweise auf Wirksamkeit im Rahmen einer Augmentation zur Behandlung von Major-Depressionen vor, die nicht oder nur unzureichend auf eine Monotherapie (etwa mit SSRI) angesprochen haben.

## Kontraindikationen
Hyperprolaktinämien schließen die Anwendung von Risperidon aus, sofern sie nicht arzneimittelbedingt (d. h. mittels Absetzen des verursachenden Präparats reversibel) sind.
Zu den Zuständen, bei denen Risperidon nur mit besonderer Vorsicht verabreicht werden darf, zählen QT-Intervall-Verlängerungen im EKG (bestimmte Herzerkrankungen), da die Substanz potenziell QT-verlängernd wirkt. Bei Demenzen ist eine Anwendung kontraindiziert, wenn gleichzeitig Parkinsonsymptome (Rigor, Bradykinesie und parkinson’schen Haltungsstörungen) oder die wahrscheinliche Diagnose einer Lewy-Körper-Demenz vorliegen. Eine amerikanische Studie mit älteren Patienten zeigte, dass das Risiko zerebro-vaskulärer Ereignisse (TIA, Hirninfarkt) im Vergleich zur Applikation eines Placebopräparates signifikant steigt.

## Kombinationstherapie
Risperidon wird mitunter in Kombination mit weiteren Pharmaka zur Behandlung anderer psychischer Störungen als Schizophrenie und Manie eingesetzt (Augmentation).
- Bipolare Störung. Es existieren keine zuverlässigen Studienresultate, die einen Nutzen von Risperidon belegen,[21] mit Ausnahme der akuten manischen Phase.
- Depression. Es existieren keine verlässlichen Nutzennachweise. Gleichzeitige Gabe von Risperidon und SSRI erhöht das Risiko eines Serotonin-Syndroms und darf nur mit besonderer Vorsicht erfolgen. Kombination von Risperidon und Paroxetin kann zu sehr starker Gewichtszunahme führen.[22]
- Schizophrenie: Eine Untersuchung der Kombination Clozapin/Risperidon zeigte gegenüber den Einzelstoffen keine verbesserte Wirksamkeit.[23]
- Bei ADHS als Komorbidität bei Autismus, oder mit schweren sozialen Verhaltensstörungen bzw. Aggressivität.[24]

## Sonstige Informationen
Nach der Einführung von Risperdal im Jahr 1994 wurde der Begriff atypisches Neuroleptikum (Atypika) populär.
Risperidon war 2009 mit 29,0 Millionen Tagesdosen (DDD) nach Quetiapin (33,3 Millionen Tagesdosen) das am häufigsten verordnete atypische Neuroleptikum in Deutschland. Dies ist ein Anstieg gegenüber 2008 um 14,9 %. Unter den umsatzstärksten Arzneimitteln Deutschlands belegte das Risperidon-haltige Präparat Risperdal® im Jahr 2007 den ersten Platz. Der Wirkstoff Risperidon wird in verschiedenen Darreichungsformen angeboten. Seit 2002 ist unter der Bezeichnung Risperdal CONSTA® eine Zubereitung zur parenteralen Anwendung mit verzögerter Freisetzung erhältlich – das erste atypische Depot-Neuroleptikum.  Alternativ können Patienten Risperidon in Form einer Filmtablette, einer Schmelztablette, einer Lösung und seit Oktober 2010 auch in Form eines Schmelzfilms zu sich nehmen.
Im November 2013 einigte sich Johnson & Johnson auf einen Vergleich, wobei 2,2 Mrd. $ an die US-Regierung gezahlt wurden, da das Präparat Risperdal illegal beworben und vermarktet wurde. Im Dezember 2016 haben in den USA 13.000 Männer eine Sammelklage gegen Johnson & Johnson eingereicht. Sie erkrankten als Nebenwirkung durch das Medikament Risperdal an Gynäkomastie (Männerbrüste). Im Oktober 2019 hat ein Geschworenengericht in Philadelphia einem Kläger über 8 Milliarden Dollar Strafschadenersatz zugesprochen. Johnson & Johnson hat angekündigt das Urteil anzufechten.

## Handelsnamen
- Risperdal (D, A, CH), zahlreiche Generika (D, A, CH): z. B. Aleptan (A), Risocon (D), RispeCare (D), Rispe-Q (D), Risperigamma (D), Risperihex (A), Risperipharm (A).[30][31][32]

- als intramuskuläre Depotform: Risperdal-Consta (D, A, CH), Okedi (EU)